# Marámag
Marámag es un municipio filipino de primera categoría, situado al norte de la isla de Mindanao. Forma parte de  la provincia de Bukidnon situada en la Región Administrativa de Mindanao del Norte en cebuano Amihanang Mindanaw, también denominada Región X. 
Para las elecciones está encuadrado en el tercer distrito electoral.

## Geografía
Marámag se encuentra situado 158 kilómetros al sureste de Cagayán de Oro, 53  al sur de Malaybalay  y 154 al noroeste de la ciudad de Dávao.
Se conecta con la provincia de Cotabato a través del puente  Carmen, carretera de Dávao a Cotabato,   sobre el Río Grande de Mindanao.

### Barrios
El municipio  de Marámag se divide, a los efectos administrativos, en 20 barangayes o barrios, conforme a la siguiente relación:

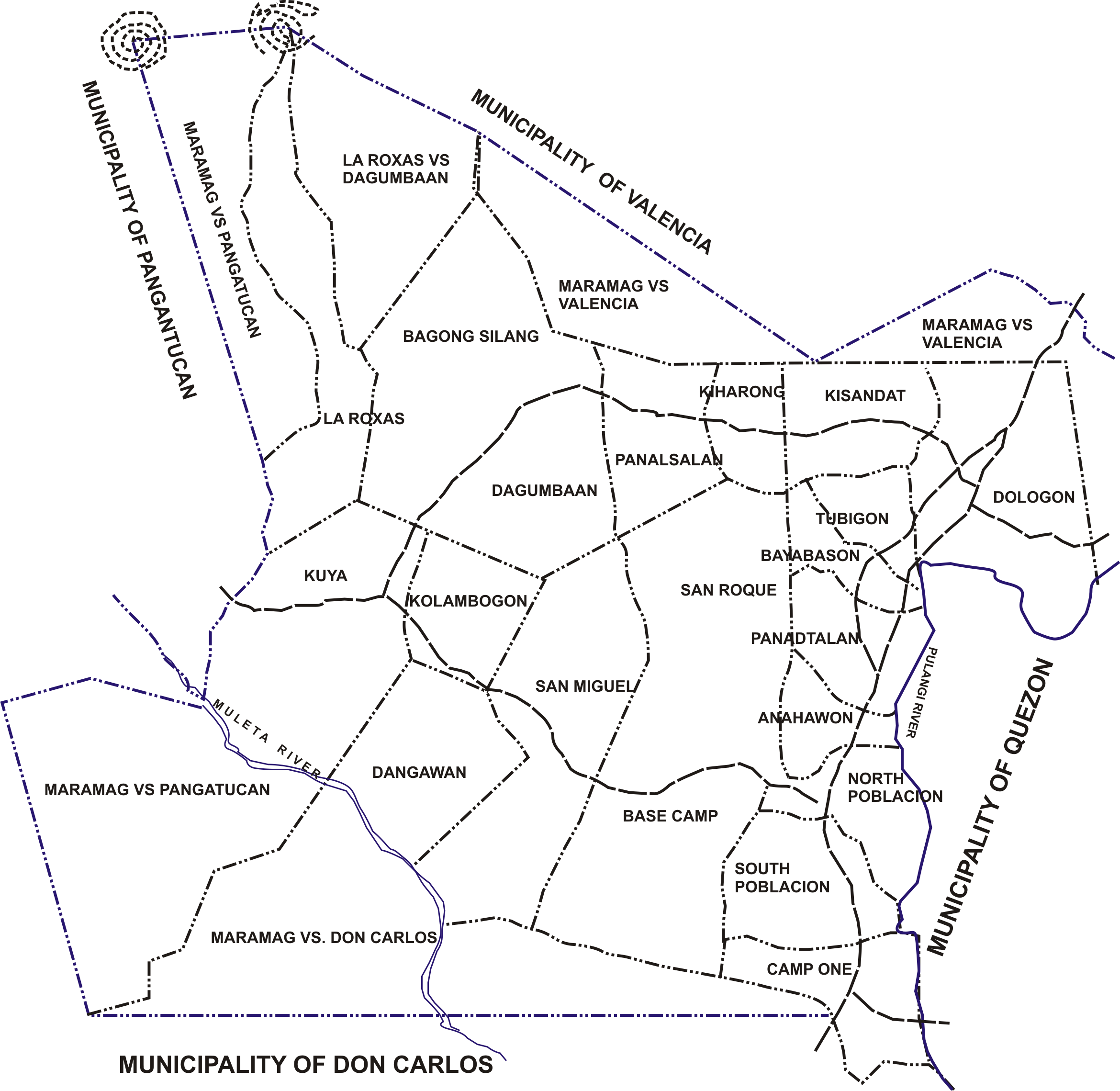
Mapa administrativo de Marámag

| - Anahawon - Base Camp - Bayabason (Spring) - Camp I - Colambugon | - Dagumba-an - Danggawan - Dologon - Kisanday - Kuya | - La Roxas - Panadtalan - Panalsalan - Población Norte - Población Sur | - San Miguel - San Roque - Tubigon - Bagongsilang - Kiharong |  |

## Historia
Una vez suscrito el tratado de paz en Tikalaan, los españoles llegaron a Cagayán de Oro donde establecieron el gobierno local.

### Influencia española
La provincia de Misamis, creada en 1818,   formaba  parte del Imperio español en Asia y Oceanía (1520-1898). Estaba dividida en cuatro partidos.

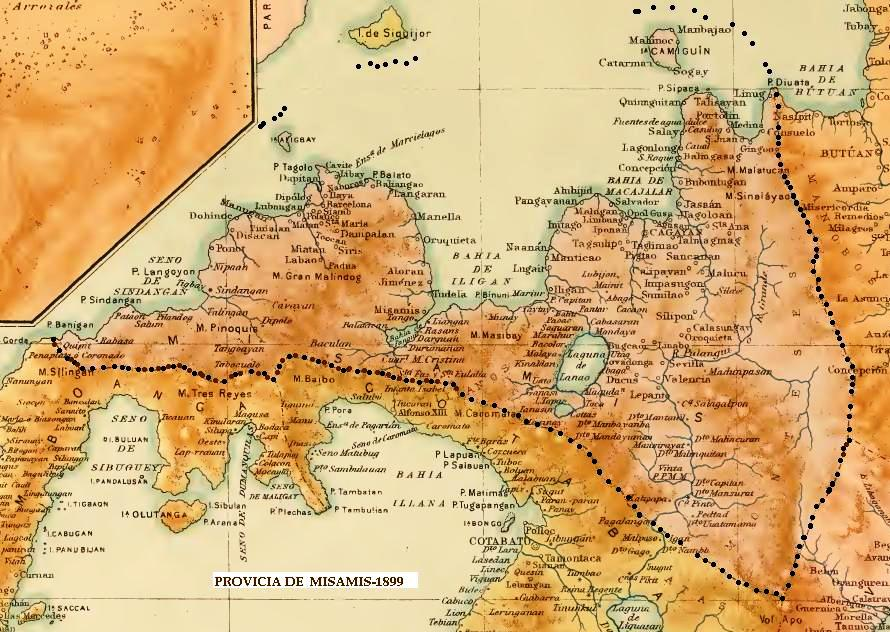
El distrito 2.º de Misamis en 1899.

A principios del siglo XX la isla de Mindanao se hallaba dividida en siete distritos o provincias, uno de los cuales era el distrito 2.º de Misamis, su capital era la villa de Cagayán de Misamis y del mismo dependía la comandancia de Dapitan.

### Ocupación estadounidense
Una vez pacificado el territorio, el gobierno civil de la  provincia de Misamis fue establecido el 15 de mayo de 1901 incluyendo la subprovincia de Bukidnon.

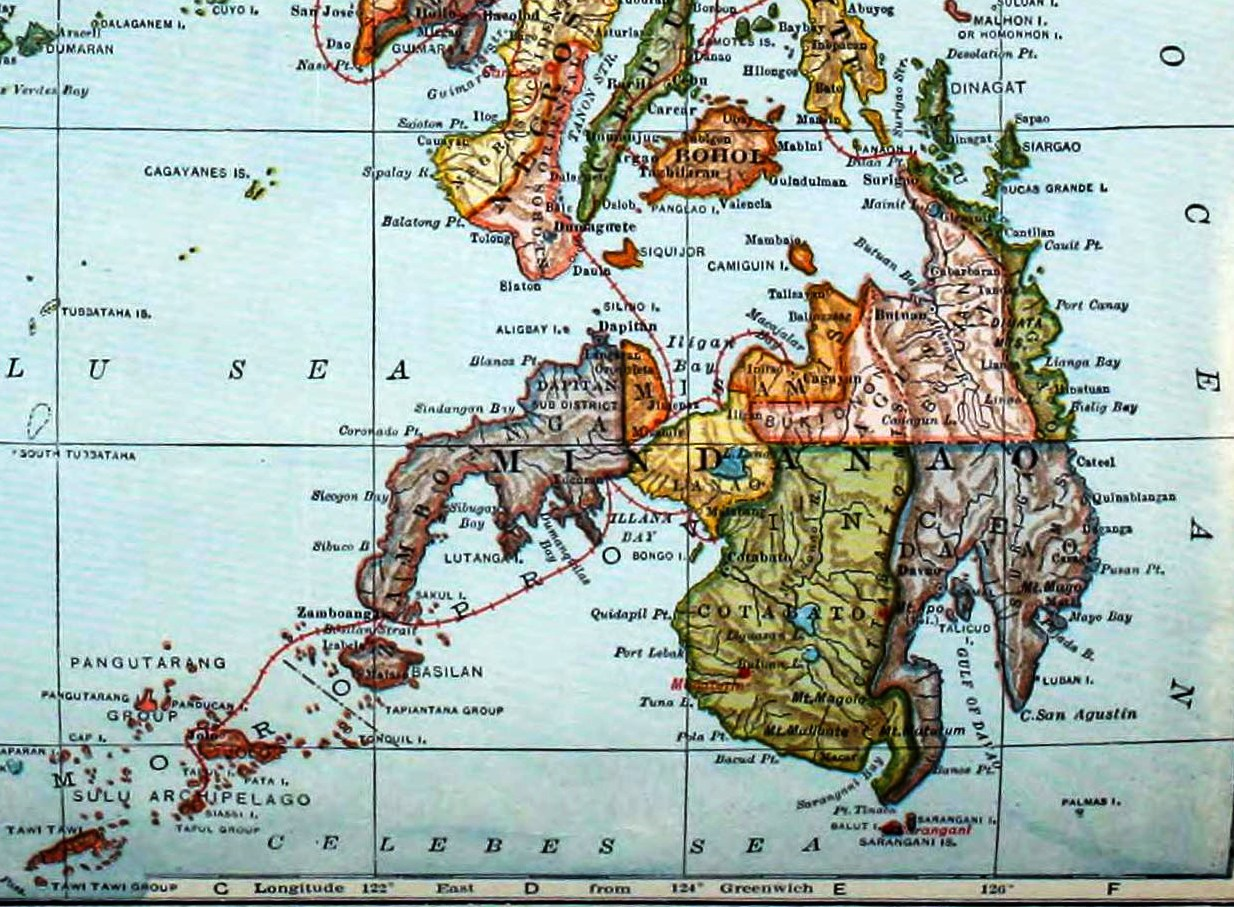
Mindanao en 1921.

El territorio situado al sur del paralelo 8 pasa a formar parte de la provincia de Cotabato.
En septiembre de 1914, al crearse el Departamento de Mindanao y Joló , Bukidnon  se convierte en una de sus siete provincias.
Hacia 1916 comenzó a poblarse el lugar, tal como afirma el difunto gobernador adjunto Cenon R. Paulican, de modo que Marámag fue uno de los nueve distritos municipipales de esta provincia, tal como figura en la División Administrativa de Filipinas de 1916 y también en el plano del censo de 1918.

### Independencia
El 12 de julio de 1946 que el municipio se convirtió en  sede de la escuela agrícola , hoy Universidad Central de Mindanao, cuando fue transferida del barrio de  Managok en Malaybalay a Musuan, un sitio del barrio  de Dologon.
El municipio data de 1 de julio de 1956, cuando los distritos municipales de Baungón, Kibawe, Libona, Marámag y Sumilao, todos en la provincia de Bukidnon, quedan convertidos en municipios regulares.
El  18 de junio de 1966 los barrios de Sinanguyan, Don Carlos del Norte, Don Carlos del Sur, Kalao-kalao, New Nongnongan (Masimag), Upper Bokbok, Kalubihon, Kiara, Kawilihan, Old Nongnongan, Pualas, Pinamaloy, Manlamunay, Minsalagan y Kibatang quedan separados para formar el nuevo municipio de Don Carlos, con la sede del gobierno en el barrio de Don Carlos del Sur.
Ese mismo día los barrios de Namnam, Iglugsad, Kibungcog, Bonacao, Perino (Plikpakan), Santo Domingo (Dulag), San José (Tugda-an) y Ale (Bulalang) quedan separados para integrarse  el nuevo municipio de San Fernando, con la sede del gobierno en el barrio de Halapitán.